# Agnieszka Sadowska
Agnieszka Sadowska (* 1962, Ełk) je polská fotografka a fotoreportérka. Dokumentuje společenské a kulturní dění na Podlasí.

## Životopis
Absolvent dvouletého kurzu pro instruktory fotografie druhého stupně na Lidové univerzitě v Radawnici (1984) a Vyšší škole fotografie ve Varšavě (1989). Spoluzaložila fotografický spolek Státního podniku Pracownia Konserwacji Zabytków . Poté pracovala jako fotoreportérka a fotoeditorka v týdeníku Plus a od roku 1992 v Gazeta Wyborcza v Białystoku, se kterým je spojena až dosud (2023).
V roce 1985 získala první cenu na 4. bienále umělecké fotografie "Dziecko" od poroty pod vedením Zofie Rydetové . Do 90. let se účastnila post-open air výstav Białystocké fotografické společnosti . V roce 2002 se její fotografie objevily v albu Fotografie Gazety Wyborcze a v roce 2021 byly představeny na kolektivní výstavě The Only Ones. Nevyřčené příběhy polských fotografek v History Meeting House a samotná Sadowska se stala jednou z hrdinek stejnojmenné knihy Moniky Szewczyk-Wittekové.